# Listrocerum quentini
Listrocerum quentini là một loài bọ cánh cứng trong họ Cerambycidae.